# Tempolimit

StVO-Zeichen 393: Informationstafel an Grenzübergangsstellen – aktuelle Situation in Deutschland

Der Begriff Tempolimit bezeichnet eine Vorschrift zur Begrenzung der mit einem Kraftfahrzeug auf Straßen zu fahrenden höchsten Geschwindigkeit. Das Zustandekommen einer solchen Vorschrift stellt eine politische Willensentscheidung dar. Sie kann als Maßnahme zum Klimaschutz sowie zur Erhöhung der Verkehrssicherheit oder aus Lärmschutzgründen erwogen werden und ist wiederkehrend Gegenstand einer öffentlichen Debatte in Deutschland.
Tempolimits werden von zahlreichen Wissenschaftlern ebenso wie von vielen Vertretern von Umweltschutzorganisationen als ein kostengünstiges, einfach und schnell umsetzbares sowie nachweislich wirksames Mittel zur Erreichung von Klimaschutzzielen eingestuft. Hinzu kommen ökonomische Erwägungen. Kritiker verweisen auf die vergleichsweise geringe Reduktion von Treibhausgasen und die Einschränkung der individuellen Freiheit des einzelnen Autofahrers.
Im Verkehrsrecht wird der – im Vergleich zum Tempolimit – in der Bedeutung breiter angelegte, weniger spezifische Begriff der „zulässigen Höchstgeschwindigkeit“ verwendet.

## Forderungen

Aktuelle Forderung 100–80–30

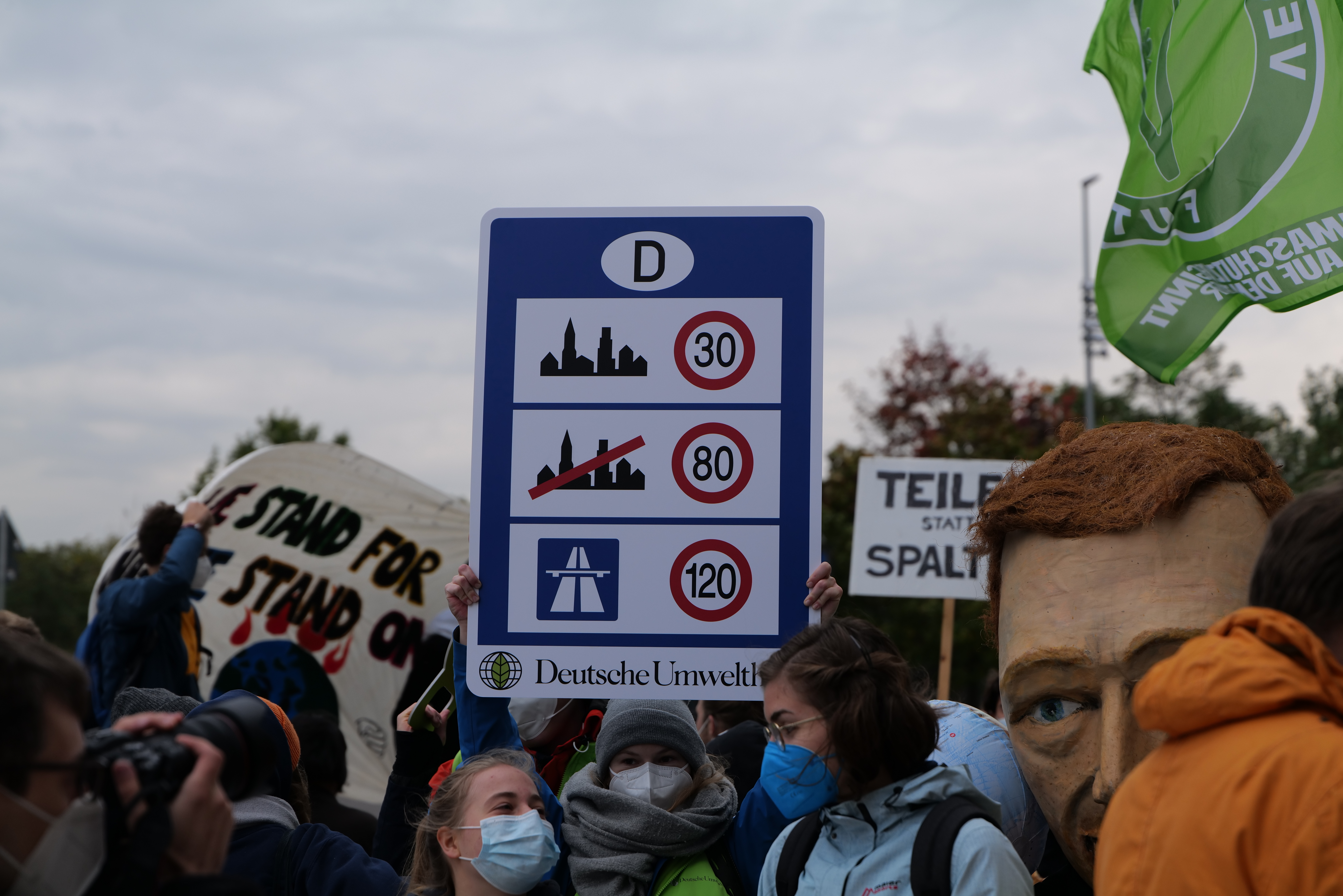
Altes Forderungsplakat der Deutschen Umwelthilfe zu Tempolimits

### Deutschland
Tempo 100–80–30 fordert in Deutschland ein Bündnis von VCD, ADFC, VSF, BUND, Greenpeace, Verkehrsunfall-Opferhilfe, Klimaschutz im Bundestag, GdP NRW und HannovAIR. Initiator ist die DUH.
Im Bundestagswahlkampf 2021 forderten Die Grünen in ihrem Regierungsprogramm 2021 Tempo 130/120 km/h auf Autobahnen und in Ortschaften generell Tempo 30. Ein Tempolimit von 130 km/h auf Autobahnen forderte die SPD, während Die Linke ein Tempolimit von 130/120 km/h forderte.
Ein Tempolimit auf Autobahnen lehnten CDU/CSU, FDP und AfD ab.
Die Evangelische Kirche in Deutschland hat im November 2022 in der Synode beschlossen, bei allen Pkw-Fahrten im kirchlichen Kontext ein Tempolimit von 100 km/h auf Autobahnen und 80 km/h auf Landstraßen einzuhalten, um Treibhausgas-Emissionen spürbar zu reduzieren.
Audi-Vorstand Markus Duesmann erklärte im Oktober 2022, Tempolimits seien ein „hilfreiches Symbol“. Duesmann, der mit dieser Ansicht im diametralen Gegensatz zum Verband der Automobilindustrie stand, relativierte seine Äußerung im Mai 2023, indem er sagte, er sehe das Tempolimit lediglich als Option für den Fall einer Ölknappheit.
Die Deutsche Umwelthilfe forderte von der Regierung, ab 1. März 2023 Tempo 100–80–30 verbindlich einzuführen.
In einem am 26. Januar 2024 veröffentlichten Interview vertritt der frühere Leiter der Unfallforschung der Versicherer (UDV) Siegfried Brockmann die Auffassung, dass die Einführung eines Tempolimits von 140 km/h oder 150 km/h auf den Autobahnen zu prüfen sei. Zur Begründung führte er an, dies würde eine homogene Geschwindigkeit gewährleisten; zumal über 90 Prozent aller Verkehrsteilnehmer auf der Autobahn ohnehin nicht schneller als 140 km/h führen. Wenn auf allen Spuren im gleichen Geschwindigkeitsbereich gefahren würde, wären viele Gefahrsituationen durch plötzliche Ausweich- und Bremsmanöver vermieden. Denn wenn alle ungefähr gleich schnell fahren, erübrigten sich gefahrträchtige Überholmanöver. Damit würde der größte Risikofaktor auf Autobahnen ausgeschlossen.
Im April 2024 sprach sich Verkehrsminister Wissing (FDP) erneut gegen ein Tempolimit mit dem Argument aus, „wenn sich zum Beispiel wegen eines Tempolimits auf der Autobahn der direkte Weg durch die Dörfer wieder lohn[e], werden die Anwohner mit Lärm belastet.“

### Schweiz
In der Schweiz fordern die Parteien Grüne, SP und GLP ein generelles Tempolimit von maximal 100 km/h. Tempo 80 ist in der Schweiz seit 1985 geltende Höchstgeschwindigkeit auf Landstraßen.

### Österreich
Im Februar 2023 forderten die Leiter mehrerer österreichischer Verkehrsinstitute in einem offenen Brief Tempo 100–80–30 (Autobahnen-Landstraßen-innerorts).
Im März 2025 schaffte die Landesregierungen der Steiermark das Tempolimit von 100 km/h auf der Autobahn ab.

## Ziele
Die wichtigsten Ziele sind:

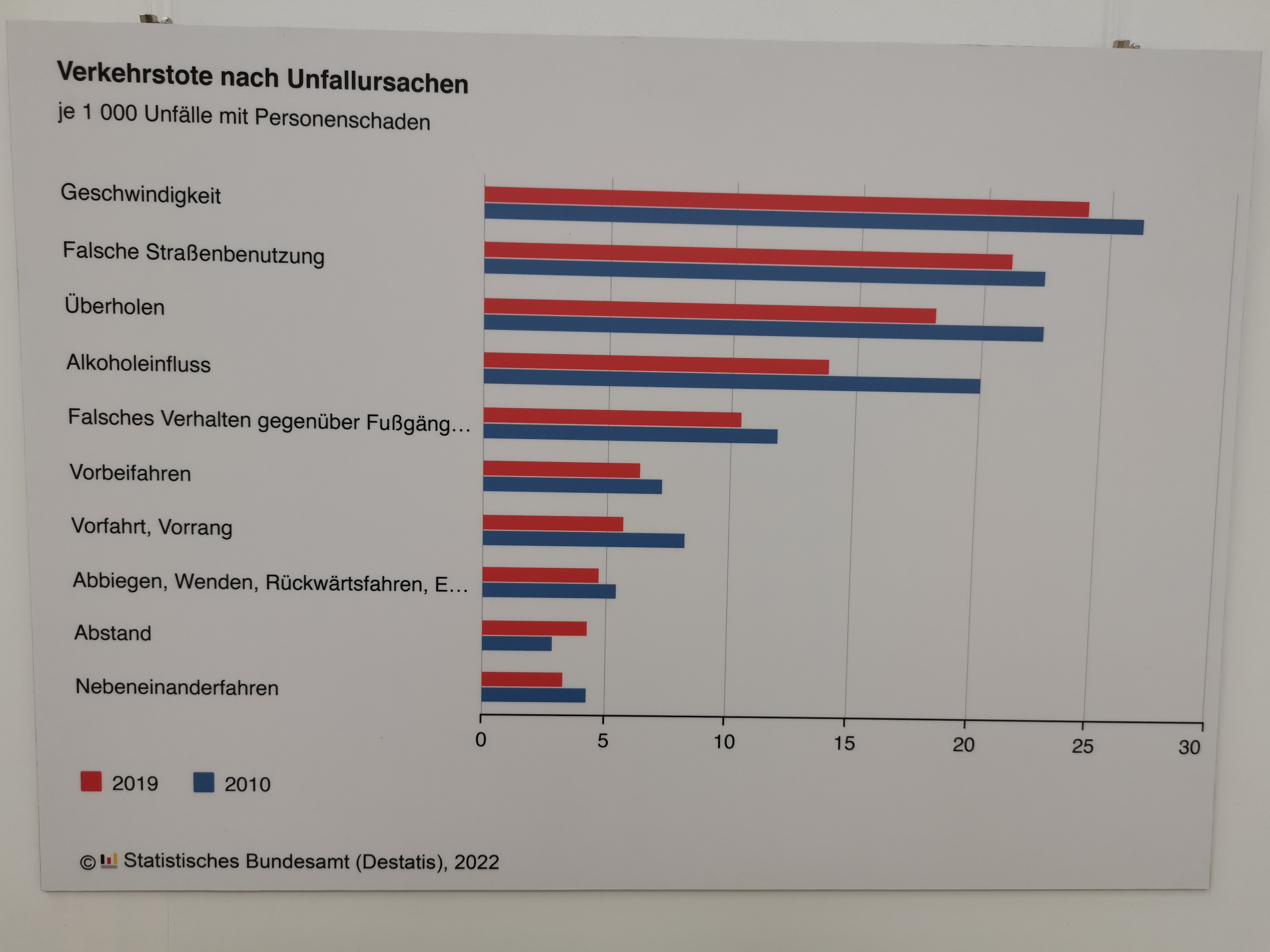
Verkehrstote nach Unfallursache 2010 vs 2019

- Reduktion der CO₂-Emissionen und von Schadstoffen (Klimaschutz)
- Reduktion des Treibstoffverbrauches (Verringerung geopolitischer Abhängigkeit)
- Verbesserung des Verkehrsflusses
- Reduktion der Unfälle und Unfallfolgen (soziale und wirtschaftliche Folgen)
- Reduktion der Verkehrstoten („Vision Zero“)
- Verbesserung des Lebensgefühls („Lebenswerte Städte“)
- Stärkung der Wirtschaft durch Wohlfahrtsgewinne[1]
- Minderung des Straßenverkehrslärms
- Eine Analyse des IfW[15] aus dem Jahr 2025 ergab, dass unter Berücksichtigung der sicherheitspolitischen Lage gespartes Mineralöl die Ausgaben für Verteidigung derart entlastet, dass dies ein Tempolimit rechtfertigen würde. In der Zeit von 2020 bis 2025 hat sich der CO2-Preis von 25 Euro auf 55 Euro pro Tonne erhöht.

## Gegenargumente
- längere Fahrtzeiten mit davon verursachten Wohlfahrtsverlusten der Volkswirtschaft[16]
- Eingriff in das Freiheitsgefühl
- geringere Mineralölsteuer-Einnahmen
- Image- und Absatzschaden für die deutsche Autoindustrie

## Auswirkungen auf die Emissionen des Verkehrssektors

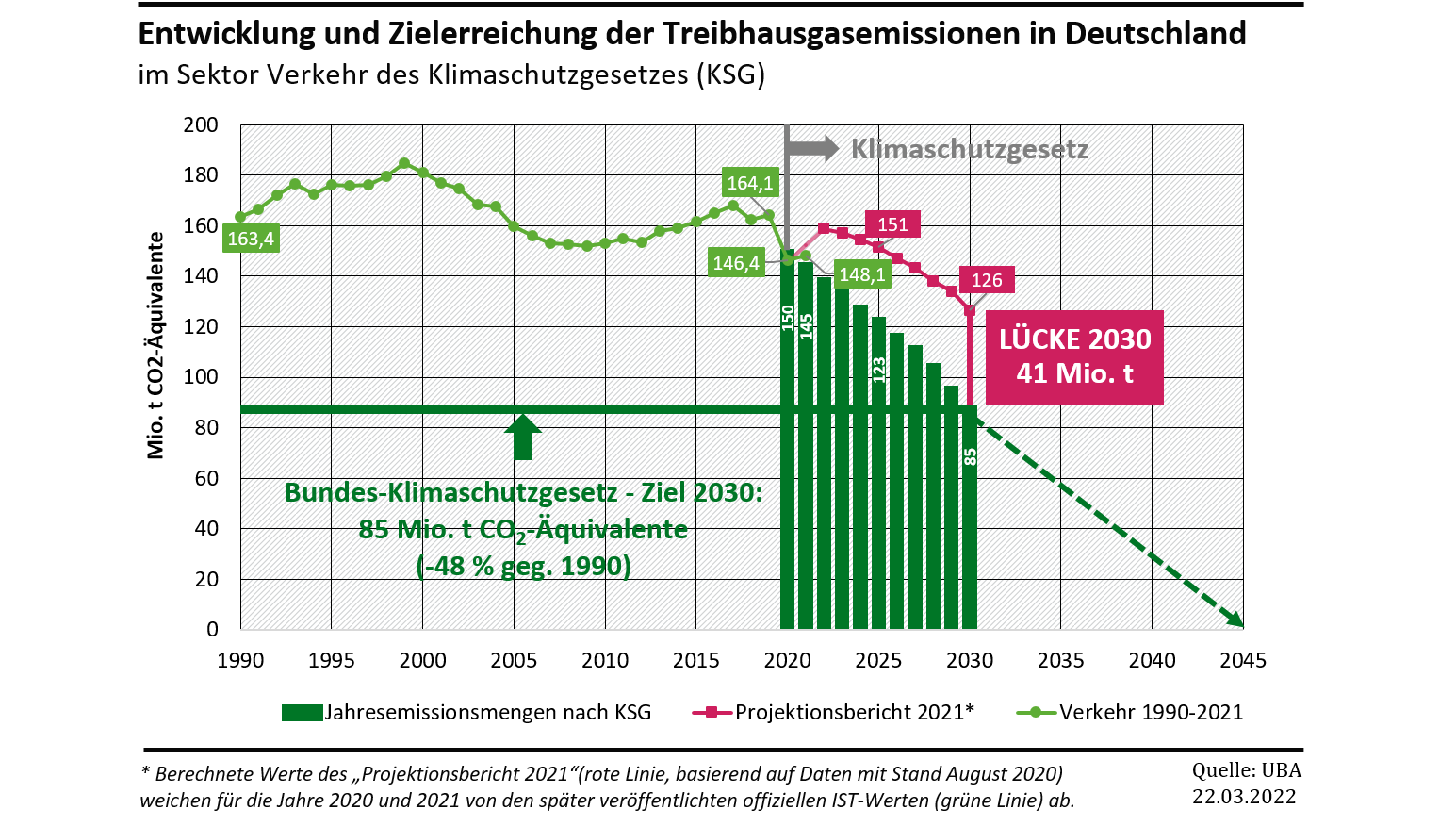
Treibhausgas-Entwicklung
mit Umsetzungs-Lücke (rot)
und fehlenden Zielen für 2030–2045

2019 war der Verkehrssektor in Deutschland für rund 164 Millionen Tonnen Treibhausgase verantwortlich. Das entspricht 20 Prozent der Treibhausgasemissionen Deutschlands. Gegenüber 1990 ist der relative Anteil um 7 Prozent Prozentpunkte gestiegen. Das Bundes-Klimaschutzgesetz verlangt aber eine Reduktion auf 85 Millionen Tonnen bis spätestens 2030.
Für jedes Jahr ist die zu erreichende Reduktion festgeschrieben: auf 150 Millionen Tonnen CO₂-Äquivalente für das Jahr 2020, 145 Mio. To. (2021), 139 Mio. To. (2022), 134 Mio. To. (2023), 128 Mio. To. (2024), 123 Mio. To. (2025), 117 Mio. To. (2026), 112 Mio. To. (2027), 105 Mio. To. (2028), 96 Mio. To. (2029), 85 Mio. To. (2030). 2020 und 2021 wurden die Zahlen wegen der COVID-19-Pandemie erreicht.
Das Bundesverfassungsgericht erklärte 2021 mehrere Teile des Gesetzes als mit den Grundrechten unvereinbar und verpflichtete den Gesetzgeber, bis Ende 2022 die Minderungsziele entsprechend zu regeln.
Im Dezember 2022 lehnte das Bundesverfassungsgericht eine Verfassungsbeschwerde zur Einführung eines allgemeinen Tempolimits auf Bundesautobahnen ab. Die Kläger konnten hierbei nicht substantiiert darlegen, dass gerade das Fehlen eines allgemeinen Tempolimits eingriffsähnliche Vorwirkung auf ihre Freiheitsgrundrechte entfalten könnte.
Zu den Auswirkungen eines Tempolimits schreibt das Umweltbundesamt:

„Die Einführung eines allgemeinen Tempolimits auf Autobahnen wäre ein kurzfristig realisierbarer, kostengünstiger und wirksamer Beitrag zur Reduzierung der Treibhausgasemissionen des Verkehrs. Zudem würde auch die Verkehrssicherheit erhöht und die Lärm- und Schadstoffemissionen gemindert.“

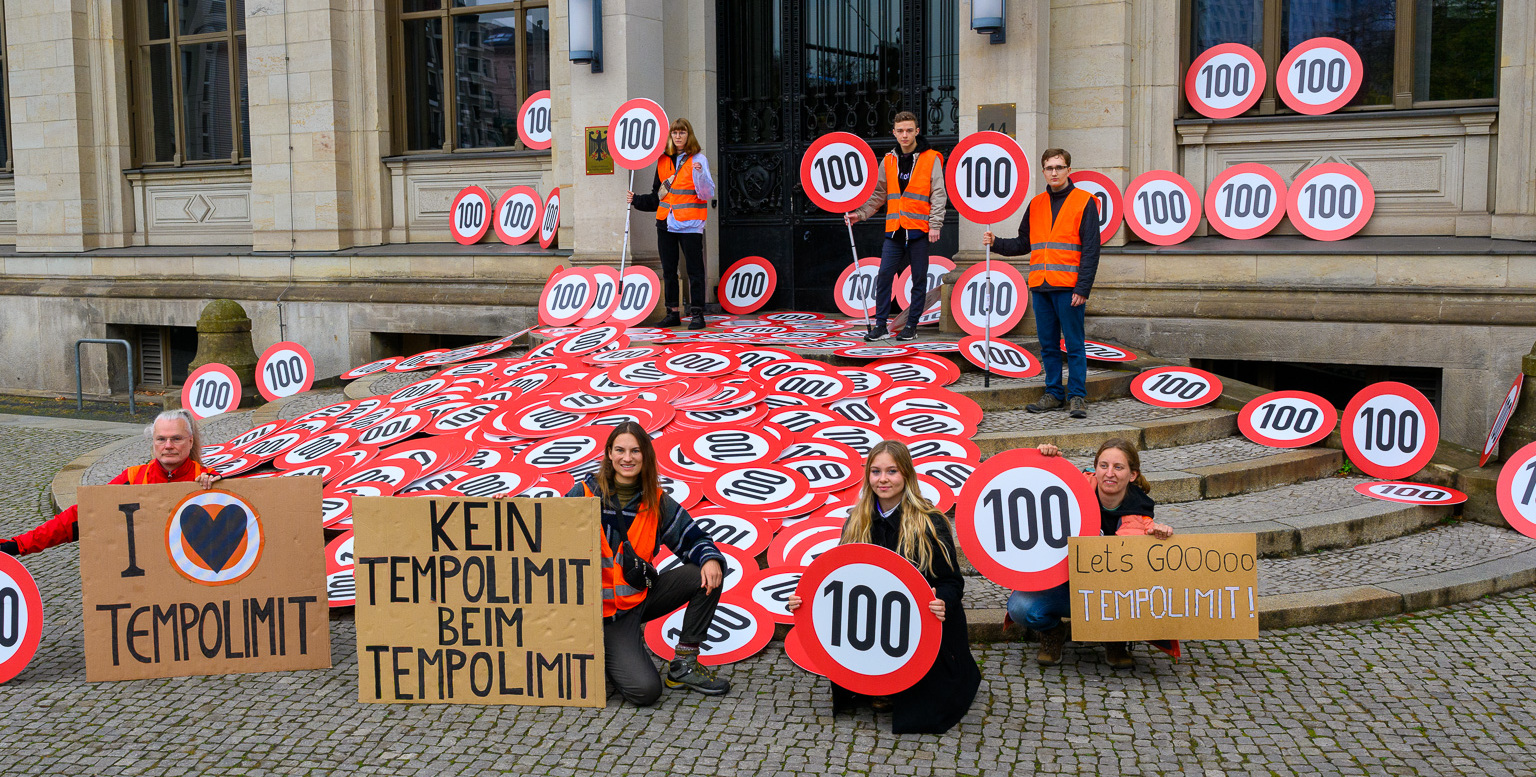
Schilder vor dem deutschen Verkehrsministerium

Das FDP-geführte Verkehrsministerium hingegen verfehlt bisher die im Bundes-Klimaschutzgesetz vorgegebenen Ziele und setzt sich gegen ein Tempolimit ein. Die verkehrspolitische Sprecherin fasst zusammen:

„Ein allgemeines Tempolimit ist weder von uns gewollt, noch macht es für den Klimaschutz oder die Verkehrssicherheit Sinn, sondern ist reine Symbolpolitik, die wir ablehnen.“

Der vom Verkehrsminister beklagte Schildermangel für ein Tempolimit führte zu einer symbolischen Schilderspende durch die Letzte Generation.

## Umfragen in Deutschland
In den meisten Umfragen fanden sich Mehrheiten für ein Tempolimit auf Autobahnen von 130 km/h. Hierbei waren generell ältere eher für ein Tempolimit als jüngere Befragte.
Ein Tempolimit von 100 km/h auf Autobahnen fand mehrheitlich keine Zustimmung. Auch lehnt eine Mehrheit ein flächendeckendes Tempolimit von 30 km/h innerorts ab.
Im Jahr 2022 sprachen sich mit 52 % erstmals seit 1994 eine knappe Mehrheit der ADAC-Mitglieder für ein Tempolimit auf Autobahnen von 130 km/h aus, während 2021 eine Umfrage unter Autofahrern eine knappe Mehrheit (52 %) gegen ein Tempolimit von 130 km/h feststellte.
In einer vom ZDF durchgeführten Umfrage sprachen sich 50 Prozent der Teilnehmer für ein generelles Tempolimit aus, 25 Prozent befürworten ein befristetes Tempolimit für drei Jahre, 24 Prozent lehnen ein Tempolimit ab.

## Studien zur CO₂-Reduktion
Das deutsche Bundesumweltamt berechnete, dass ein bundesweites, generelles Tempolimit von 120 Kilometern pro Stunde (km/h) auf Autobahnen die gesamten CO₂-Emissionen von Pkw und leichten Nutzfahrzeugen um rund 2,6 Mio. Tonnen CO₂ senken könnte. Bei einem Tempolimit von 100 km/h läge die Minderung bei 5,4 Mio. Tonnen CO₂, bei 130 km/h 1,9 Mio. Tonnen CO₂. Bei einer neuen Studie mit Verkehrs-Daten des Navigationsherstellers TomTom kam das Bundesumweltamt bei einem Tempolimit von 120 km/h auf eine Reduktion von 6,7 Mio. Tonnen CO₂. Die Ergebnisse wurden von vielen Seiten kritisiert, da diese Studie auf fünf Jahre alten Daten zurückgriff und diese verzerrt seien und deutliche Verlagerungen von der Straße auf die Schiene beinhalteten. Ein Gegengutachten, das von der FDP daraufhin beantragt wurde, kam lediglich auf eine Einsparung von bis zu 1,1 Mio. Tonnen CO₂ bei einem Tempolimit von 120 km/h.
Die Agora Verkehrswende berechnete für die Einführung eines Tempolimit von 130 km/h eine Einsparung von 1–2 Mio. Tonnen CO₂. Bei 120 km/h 2–3,5 Mio. Tonnen CO₂.
Die Deutsche Umwelthilfe berechnete für Tempo–100/80/30 eine Reduktion von insgesamt 11,1 Millionen Tonnen CO₂-Äquivalente, das entspricht 36 Prozent. Auf der Autobahn werden durch Tempo–100 etwa 9,6 Millionen Tonnen CO₂-Äquivalente gespart.
Dazu nutzten sie eine Studie des Umweltbundesamts von 2023, in der differenzierte Berechnungen zu Tempo–120 und Tempo–80 angestellt wurden. Eine ebenso differenzierte Studie für Tempo–100 soll demnächst erfolgen.
Das gleiche Umweltbundesamt rechnet im Jahr 2024 vor, dass bei einer Geschwindigkeitsbegrenzung von 100 km/h auf der Autobahn und 80 km/h außerhalb von Ortschaften, der Klimagas-Ausstoß um 8 Prozent gesenkt würde. Ausgehend von einer Jahresemission im Straßenverkehr von 144 Millionen Tonnen CO₂-Äquivalent (2022) entspricht dies einer Reduktion von 11,7 Millionen Tonnen CO₂ pro Jahr.

## Autobahn

Alternativer Entwurf eines Verkehrsschildes aus klimabedingtem Anlass

Im Jahr 2020 verursachten Pkw und leichte Nutzfahrzeuge auf Bundesautobahnen in Deutschland Treibhausgasemissionen von rund 39,1 Millionen Tonnen CO₂-Äquivalente. Die Deutsche Umwelthilfe berechnete, das ein Tempolimit von 100 km/h die Treibhausgasemissionen um 9,6 Millionen Tonnen CO₂-Äquivalente mindern würde. Das entspricht einer Minderung von 31 Prozent. Ein Tempolimit von 120 km/h würde die Emissionen um jährlich 6,7 Millionen Tonnen CO₂-Äquivalente reduzieren, entsprechend 21 Prozent. Ein Tempolimit von 130 km/h würde die Treibhausgasemissionen um 1,6 Millionen Tonnen reduzieren, entsprechend 4,9 Prozent.
| Tempo | Reduktion       | in % |
| ----- | --------------- | ---- |
| 100   | 9,6 Mio. Tonnen | 31,0 |
| 120   | 6,7 Mio. Tonnen | 21,0 |
| 130   | 1,6 Mio. Tonnen | 04,9 |

In der Schweiz und in Liechtenstein gilt Tempo 120 seit 1985. Grüne, SP und GLP fordern Tempo 100.

## Landstraße
Rund 43 Prozent der Gesamtfahrleistung von Pkw entstehen in Deutschland auf Straßen außerhalb geschlossener Ortschaften (Autobahnen ausgenommen).
Ein Tempolimit von 80 km/h würde die Treibhausgasemissionen um 1,1 Millionen Tonnen CO₂ reduzieren. Das entspricht einer Minderung von 5 bis 8 Prozent.
In der Schweiz und in Liechtenstein ist Tempo 80 schon seit 1985 eingeführt. Tempo 80 gilt in einigen weiteren europäischen Ländern.

## Innerorts
Der Deutsche Städtetag fordert für die Kommunen mehr Rechte bei der Verkehrsplanung. Über 480 Kommunen unterstützen bisher diese Forderung, darunter alle Großstädte, und decken damit etwa 1/3 der Bevölkerung ab.
Viele Hauptstädte haben generell Tempo 30 eingeführt, beispielsweise Paris, Antwerpen, Brüssel, Mainz, Hannover, Helsinki, Oslo.

Tempo 30 reduziert den Reaktions- und Bremsweg erheblich

Das Bundesumweltamt empfiehlt Tempo 30 in Ortschaften. Damit können Unfälle und Unfallfolgen deutlich verringert werden, da der Bremsweg deutlich kürzer ist als bei Tempo 50. Es entsteht sozusagen eine unfallfreie Zone (grün). In Spanien gilt generell Tempo 30 in städtischen Straßen mit zwei Fahrbahnen. In Helsinki konnten die Todesfälle durch Tempo 30 auf Null reduziert werden.
| Tempo   | Reaktions- | Bremsweg |
| ------- | ---------- | -------- |
| 30 km/h | 16,7 m     | 3,5 m    |
| 50 km/h | 27,8 m     | 9,8 m    |

Die Reduktion der Abgase beträgt bei Tempo 30 je nach Stadt zwischen 0,5 und 5,5 Prozent CO₂-Äquivalente.

## Situation im restlichen Europa
| Land        | innerorts | Landstraße | Autobahn   |
| ----------- | --------- | ---------- | ---------- |
| Spanien     | 30        | 90         | 120        |
| Zypern      | 50        | 80         | 100        |
| Schweiz     | 50        | 80         | 120        |
| Niederlande | 50        | 80         | 100/130    |
| Frankreich  | 50        | 80         | 130        |
| Dänemark    | 50        | 80         | 130        |
| Belgien     | 50        | 90         | 120        |
| Luxemburg   | 50        | 90         | 110/130    |
| Italien     | 50        | 90         | 130        |
| Tschechien  | 50        | 90         | 130        |
| Polen       | 50/60     | 90         | 140        |
| Österreich  | 50        | 100        | 130        |
| Deutschland | 50        | 100        | unbegrenzt |

Tempolimits auf Autobahnen in Europa, 2022. Deutschland ist der einzige Industriestaat und das einzige Land der westlichen Welt ohne allgemeines Tempolimit auf Autobahnen.

Einige Länder haben unterschiedliche Tempolimits tagsüber und nachts.
Schweden hat 20 Verkehrstote pro 1 Million Einwohner, Rumänien 92 Tote. Eine Vereinheitlichung der Höchstgeschwindigkeiten ist von der EU nicht geplant. Zur Unfallreduzierung setzt die EU mit der Intelligent Speed Adaption auf eine technische Lösung.
Die zulässige Höchstgeschwindigkeit beträgt in den Niederlanden für Pkw ohne Anhänger grundsätzlich 130 km/h. Seit dem 16. März 2020 100 km/h am Tag (6 bis 19 Uhr). Seit dem 14. April 2025 hat das Kabinett Schoof auf einigen Autobahnabschnitten das Tempolimit auch am Tag wieder auf 130 km/h erhöht.